# Arnoldo Marcelliano Zendralli
Arnoldo Marcelliano Zendralli (* 4. August 1887 in Roveredo; † 10. Juni 1961 in Chur), aus Mesocco, war ein Schweizer Lehrer, Historiker, Publizist und Kulturschaffender.

## Biografie
Arnoldo Marcelliano war Sohn des Landwirts und Flachmalers Giulio und dessen Ehefrau Tommasa geborene Schenardi. Er heiratete 1924 Maria Helena Zellweger, Tochter des Leopold Zellweger, Kommandanten der Grenzwache. Nach der obligatorischen Schulzeit in Roveredo und dem Lehrerseminar in Chur studierte Arnoldo Marcelliano romanische Philologie an den Universitäten Jena, Florenz und Bern, wo er 1910 promovierte. Von 1911 bis 1953 unterrichtete er Italienisch und Französisch an der Kantonsschule in Chur.
Er war Initiant, Gründer im Jahr 1918 und erster Präsident von 1918 bis 1958 der Pro Grigioni Italiano (PGI) sowie Gründer und Herausgeber des Almanacco del Grigioni italiano von 1918 bis 1938 und der Quaderni grigionitaliani von 1931 bis 1958. Er verfasste zahlreiche historische und literarische Publikationen wie Das Misox 1949; I magistri grigioni 1958. Zendralli setzte sich als Lehrer, Publizist und Kulturschaffender für die Bildung eines einheitlichen Bündner Bewusstseins und für die Anerkennung der sprachlichen und kulturellen Minderheit ein, insbesondere durch die Stärkung der italienischen Sprache in den Schulen. Im Jahr 1957 verlieh ihm die Universität Zürich den Ehrendoktor.

## Schriften
- Tommaso Gherardi del Testa 1814–1881. Vita, studio critico sul suo teatro comico. Dissertazione di dottorato, Carlo Salvioni, Bellinzona 1910.
- Il Grigione e le sue vallate italiane. Tipografia Luganese, Lugano 1925.
- Augusto Giacometti, nell’occasione del 50o di sua vita 16 agosto 1927 – Giovanni Giacometti, nell’occasione del 60o di sua vita 7 marzo 1928. Lugano 1928.
- Appunti di storia mesolcinese: le chiese di Roveredo. Salvioni, Bellinzona 1929.
- Das Misox. Verlag Haupt, Berm 1948, (Schweizer Heimatbücher, 31/32) 1949.
- Profughi italiani nel Grigioni. In: QGI, 1949, v. a. 277 f.
- I magistri grigioni. Architetti e costruttori, scultori, stuccatori e pittori – dal 16. al 18. secolo. Tipografia Menghini, Poschiavo 1958 (2. Auflage 2013).